# Atimura formosana
Atimura formosana är en skalbaggsart som beskrevs av Masaki Matsushita 1933. Atimura formosana ingår i släktet Atimura och familjen långhorningar.
Artens utbredningsområde är Taiwan. Inga underarter finns listade.